# Béthane
Béthane is een gehucht, gelegen in de deelgemeente Gulke (Goé) van de Belgische gemeente Limburg.
Béthane is gelegen aan de samenvloeiing van de Gileppe en de Vesder, op een hoogte van ongeveer 230 meter. Het ligt op een knooppunt van wegen, namelijk de N620 en de N629.
Béthane heeft industrie, en wel een grote zuivelfabriek, de Société des Beurres Corman, die in 1935 werd opgericht door Nicolas Corman en ongeveer 450 werknemers telt.
De plaats ligt 1 km ten noorden van de Gileppestuwdam, die zich in het Hertogenwoud bevindt.

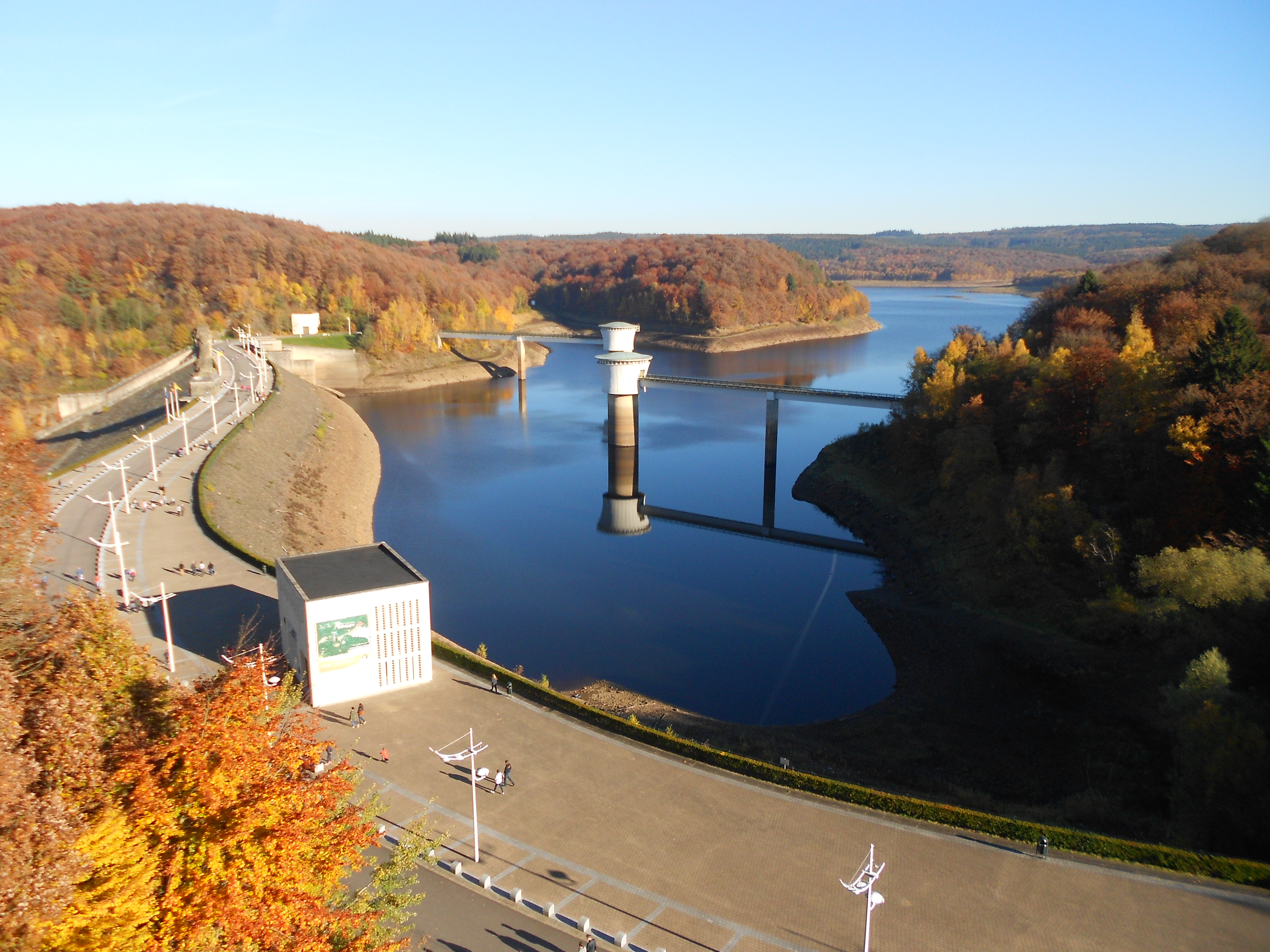
Gileppestuwmeer

## Nabijgelegen kernen
Gulke, Jalhay, Membach (Perkiets), Baraque Michel
Deelgemeenten: Bilstain · Gulke

Overige kernen: Bellevaux · Béthane · Champ de Wooz · Dolhain · Halloux · Hèvremont · Hoyoux · Pierresse · Villers · Wooz

Belgische gemeenten · Arrondissement Verviers · Luik · Wallonië